# 에게 분쟁

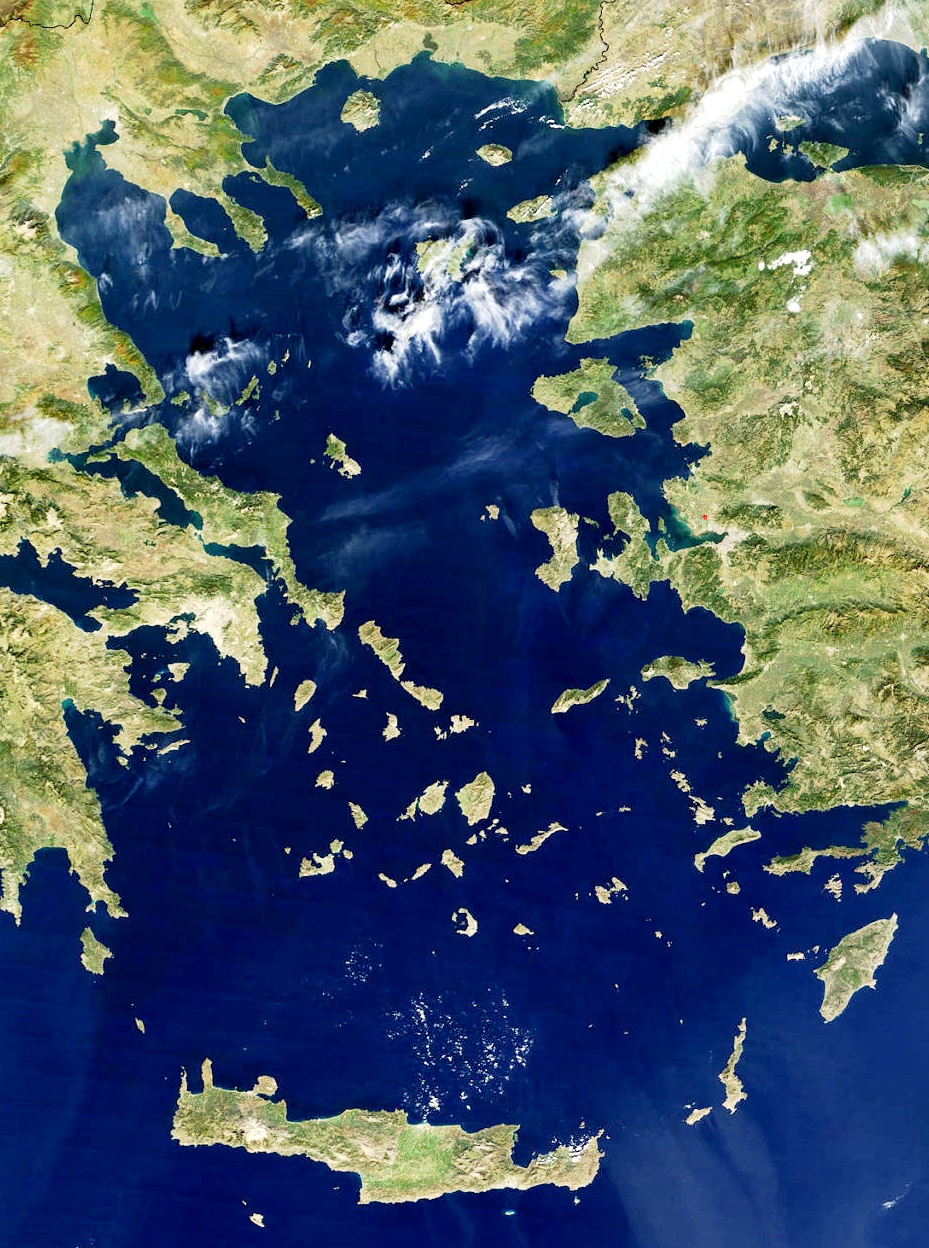
에게 해의 위성 사진.

에게 분쟁이란 그리스와 터키가 에게해의 영역과 관련한 주권과 영유권을 놓고 대립하는 분쟁을 일컫는다. 에게 분쟁은 1970년대부터 그리스와 터키의 외교 관계에 큰 영향을 끼쳤다. 1987년과 1996년 두 차례에 걸쳐 군사적 충돌에 가까운 위기가 발생하기도 하였다. 에게 해의 분쟁 사항은 여러 가지가 있다.
- 영해의 경계 설정.
- 영공의 경계 설정.
- 배타적 경제 수역(EEZ)의 경계 설정 및 대륙붕의 이용.
- 비행 정보 구역(FIR)의 경계 설정 및 군사적 비행 활동 통제의 중요성.
- 이 지역 그리스령 일부 섬들에 부여된 비무장 지위 문제.
- 수많은 암초를 주권 미확정으로 설정하자는 터키의 "회색 지대" 주장. 특히 이미아/카르다크 암초 문제가 유명하다.

1998년부터 두 나라는 일련의 외교 수단(특히 터키의 유럽 연합 진입을 용이케 하기 위한 의견)을 통하여 분쟁 해결에 진전을 보았다. 그러나 2009년 현재에도 실질적인 문제 해결을 위해 적절한 외교적 방식을 놓고 이견이 아직도 해소되지 않은 상황이다.

## 같이 보기
- 그리스의 대외 관계
- 튀르키예의 대외 관계